# ليون جينجراس
ليون جينجراس هو كاتب كندي، ولد في 5 أغسطس 1808 في مدينة كيبك في كندا، وتوفي في 18 فبراير 1860 في باريس في فرنسا.